# Rammachgau
Der Rammachgau (auch Rammagau und Rammgau) war ein mittelalterlicher Gau im heutigen Baden-Württemberg. Der Rammachgau liegt im nördlichen Oberschwaben.

## Ursprung und Name

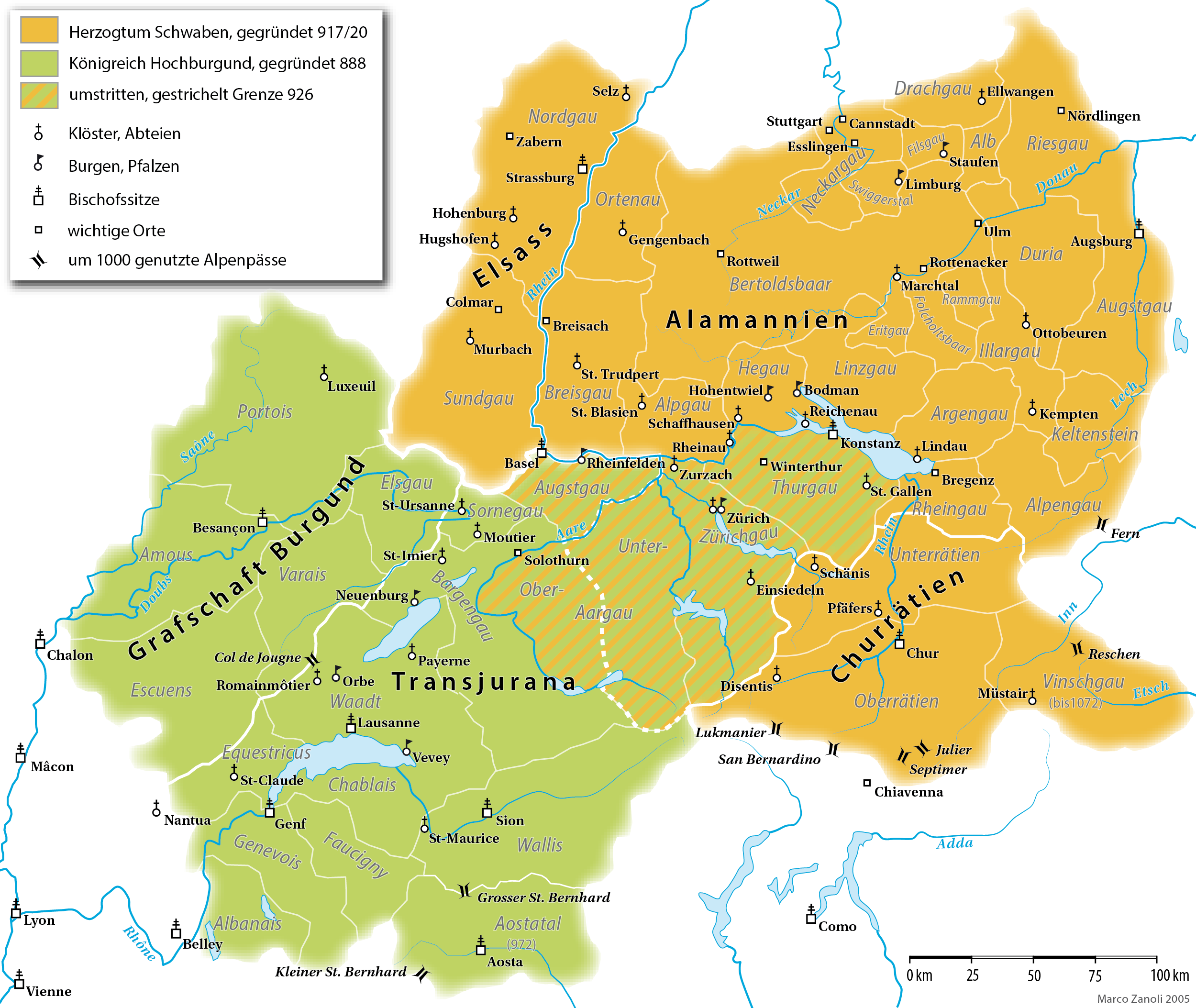
Die Karte des Herzogtums Schwaben zeigt den Rammachgau als Rammgau

Nachdem der Widerstand der alamannischen Adligen 746 im sogenannten Blutgericht zu Cannstatt überwunden worden war, wurde das Herzogtum Alamannien aufgehoben und direkt von den Franken beherrscht, die administrative Einheiten, die auf der fränkischen Grafschaftsverfassung beruhten, errichteten. Die Franken verwendeten den Ausdruck Gau, um eine politisch-geographische Region innerhalb des fränkischen Königreiches zu bezeichnen. Der Ausdruck Gau wurde häufig einem geographischen Ortsnamen angefügt. Einer dieser Verwaltungsbezirke war das Rammachgau. Der Name wurde vom Namen eines Flusses namens Rammach abgeleitet. Welcher Fluss damit gemeint war, ist heute unbekannt. Zeitgenössische Dokumente beziehen sich auf diesen Verwaltungsbezirk als Rammackeuui (778), Rammekeue (894), Ramichgowe (ca. 1070) und Rammechgowe (1099).
Der Fall der Staufer 1250/51 und dem damit einhergehenden Verfall der Zentralmacht im Römisch-Deutschen Reich gaben dem örtlichen Adel die Gelegenheit, seine Unabhängigkeit zu erweitern. Infolgedessen konnten verschiedene lokale Herrscher Territorien im Rammachgau etablieren, wodurch die ursprüngliche administrative Einteilung, die auf der Grafschaftsverfassung beruhte, verfiel. Der Rammachgau hörte als Verwaltungseinheit bzw. Gebietskörperschaft faktisch auf zu bestehen, lebte aber als Landschaftsname weiter.

## Ausdehnung
Das Rammachgau reichte vom Süden bei Altheim, Langenschemmern und Ochsenhausen bis in den Norden bei Hüttisheim und Dellmensingen, vom Westen bei Ingerkingen bis in den Osten bei Burgrieden. Der Verwaltungssitz des Rammachgaus war Laupheim. Das Rammachgau wurde im Süden durch den Haistergau, im Osten durch den Illergau und im Westen durch das Ruadolteshuntare begrenzt. Im Norden grenzte das Rammachgau an das Illergau sowie die Ruadolteshuntare. Das Siedlungsgebiet des Rammachgau war außer zum Norden hin durch natürliche Grenzen markiert. Alle bevölkerten Gebiete waren innerhalb oder in unmittelbarer Nähe zu den Tälern der Flüsse Riß, Rottum und Rot. Die Siedlungsgebiete umgaben große Waldflächen in der hügeligen Landschaft oder sumpfige, nicht für die Landwirtschaft geeignete Gebiete.